# Lašovice
Lašovice – wieś i gmina w Czechach, w powiecie Rakovník, w kraju środkowoczeskim. Według danych z dnia 1 stycznia 2021 liczyła 115 mieszkańców.